# Wilde Sau (aviation)
Pour les articles homonymes, voir Wilde Sau (homonymie).
Wilde Sau (« truie sauvage » en allemand) était le nom que la Luftwaffe avait donné, pendant la Seconde Guerre mondiale, à la tactique qui consistait à faire attaquer les bombardiers de nuit britanniques par des chasseurs de jour monoplaces chargés de la Défense du Reich qui repéraient leur cible visuellement sans guidage depuis le sol.

## Origines
L'initiateur de cette tactique est le colonel de la Luftwaffe Hajo Herrmann. C'est un pilote de bombardier reconnu et décoré qui a servi dans l'état-major de la Luftwaffe et a étudié différentes pratiques opérationnelles dont les contremesures pouvant être mises en œuvre pour s'opposer aux offensives de bombardement alliées très préoccupantes à cette époque.

## Mise en œuvre
Au printemps 1943, Hermann propose d'évaluer expérimentalement une tactique qui engagerait des chasseurs de jour pour des attaques nocturnes (et dans une moindre proportion des chasseurs de nuit) tout en leur laissant une certaine liberté d'action. Ces essais ont pour but de contrecarrer les attaques nocturnes de la RAF de plus en plus destructrices. Dans cette configuration, les chasseurs ne sont plus dirigés par une station radar au sol comme dans le cas de la ligne Kammhuber mais  l'interception se fait à vue (après un guidage radio pour amener le chasseur à proximité des bombardiers ennemis) et grâce au jugement propre du pilote. La tactique du Wilde Sau (truie sauvage) s'oppose donc à la technique Zahme Sau (truie domestique) dans laquelle l'intercepteur est guidé depuis le sol.
De cette façon — sans radiodétecteur aéroporté d'interception — les chasseurs naviguent à vue pour identifier et intercepter les bombardiers. Pour que ce soit possible Hermann propose, contrairement au principe du black–out, que la ville bombardée produise le plus de lumière possible pour que les chasseurs puissent se guider aisément. Cette technique allant totalement à l'encontre de « l'orthodoxie » en matière de défense contre les bombardements les gauleiters des villes s'y opposent et la méthode n'est pas utilisée. En remplacement, on utilise des projecteurs pour illuminer le ciel.
Les premiers essais furent basés sur l'enseignement d'instructeurs connaissant bien les techniques du vol sans visibilité. Les pilotes de bombardiers de reconnaissance et de transport se prêtaient également fort bien dans ce rôle mais pas les pilotes de chasse pure
. Dans l'idéal, les conditions de vol pour la chasse nocturne en solo sont réunies quand la couche nuageuse est basse, peu épaisse et lumineuse. Les silhouettes des bombardiers se découpent alors et les rendent ainsi facilement repérables par les chasseurs volant à haute altitude. Étant donné que la technique du Wilde Sau ne fonctionne que si l'on dispose de suffisamment de lumière, elle ne peut être utilisée qu'au-dessus des grandes villes, seuls endroits où la concentration de projecteurs est suffisante pour illuminer le ciel. La cible choisie par la RAF doit également être déterminée rapidement ce qui est souvent très difficile car le Bomber stream vole le plus souvent en zigzag jusqu'à son objectif.
Pour éviter de menacer leur propre flotte, les avions allemands volent dans des bandes d'altitude prédéterminées. Cette tactique a été initialement utilisée uniquement dans l'espace aérien de Berlin et montra que la coordination des différents tirs était d'une grande complexité. Étant donné que les aides à la navigation des chasseurs de jour étaient rudimentaires, il fallut également mettre en œuvre un système de navigation à vue assez élaboré comprenant des balises lumineuses, des réseaux de projecteurs, des envois de fusées lumineuses de différentes couleurs à travers les nuages et des fusées éclairantes pendues à des parachutes.
La tempête de feu du bombardement de Hambourg se révéla désastreuse pour la Luftwaffe après que les Alliés aient utilisé pour la première fois des paillettes pour tromper les radars et aient détruit le système de défense radar de la Ligne Kammhuber. À la suite de cet épisode, les Allemands ont encouragé tout projet qui permettrait d'éviter que pareille chose ne se reproduise.
Une unité expérimentale, le Nachtjagddversuchskommando ou N.J.V.K. fut mise en place le 22 avril 1943 mais fut pleinement opérationnelle qu'en mai. Son but était de tester équipement, tactique et la coordination entre la chasse et la DCA. Elle se transforma bientôt en un véritable escadron de chasse. D'abord baptisée escadre "Hermann", elle prit le nom définitif de Jagdgeschwader 300 en août 1943. Les premiers succès sporadiques eurent lieu dès le 14 mai. La tactique du Wilde Sau fut utilisée pour la première fois à grande échelle dans la nuit du  3 au 4 juillet 1943 au moment où 653 avions de la RAF attaquent Cologne. Les chasseurs allemands en s'appuyant sur la clarté des projecteurs, des fusées éclairantes et de feux au sol revendiquent 12 avions abattus, mais ils doivent partager ce succès avec les batteries anti-aériennes qui revendiquent elles aussi ces victoires.
Comme convenu, pour éviter des tirs amis, les batteries anti-aériennes limitent volontairement leurs tirs en hauteur pour que leurs chasseurs puissent opérer en sécurité à une altitude supérieure au plafond prédéterminé.
L'utilisation de cette procédure est un succès lors de l'attaque de Berlin dans la nuit du 23 au 24 août 1943. La flotte Wilde Sau, sous le commandement du Major Hajo Herrmann (qui fut contraint de se parachuter) revendique 16 des 57 avions ennemis abattus ce jour-là,. En récompense de cette action, Hermann se voit remettre les feuilles de chêne à sa Croix de Chevalier.

## Différentes unités participantes
Même si le Wilde Sau mettait en œuvre quelques chasseurs de nuit bimoteurs, le gros de l'action était mené par des chasseurs monomoteurs (Bf 109 et FW 190). Ceux-ci étaient empruntés aux Jagdgeschwader de jour. Pour ces derniers, les opérations de jour et de nuit se succèdent ce qui conduit à des temps de maintenance de plus en plus réduits et difficiles à planifier ; très rapidement le nombre d'appareils opérationnels chute dramatiquement. Par la suite, ces appareils furent équipés d'antennes radar qui s'apparentaient à de petites tiges implantées dans les ailes et le fuselage. Ce surplus d'équipement n'affectait peu les performances des engins. 
La 30. Jagddivision mise sur pied spécialement pour utiliser cette tactique était composée de la Jagdgeschwader 300 déjà citée, des 301 et 302, toutes nommées indifféremment Wilde Sau. Le 7 février 1944, la NJGr. 10 fut également crée. On avait aussi attaché à l'opération le III./KG 3 (3e escadron de bombardiers) qui était chargé de voler au-dessus du Bomber Stream pour l'illuminer à l'aide de fusées éclairantes.

## Limites de cette stratégie
Si le plafond nuageux au moment de l'attaque est trop haut, l'effet d'illumination de la couche nuageuse devient très faible et les conditions de visibilité sont alors trop réduites pour pouvoir utiliser la tactique du Wilde Sau. La méthode a également été prise en défaut avec l'apparition du mauvais temps d'hiver à la fin de l'automne 1943 lorsque les pertes dues aux accidents ou au gel sont montées en flèche. De plus, les pilotes allemands couraient toujours le risque d'être touchés par leur propre défense anti-aérienne.
Face aux bombardements américains de jour de plus en musclés, l'Oberkommando der Luftwaffe décida fin mai 1944 de transformer la plupart des unités Wilde Sau en escadres de chasse de jour.